# Takuma Hamasaki
Takuma Hamasaki (浜崎 拓磨 Hamasaki Takuma?), född 17 februari 1993 i Osaka prefektur, är en japansk fotbollsspelare.
Hamasaki började sin karriär 2015 i FC Osaka. 2017 flyttade han till Mito HollyHock. 2020 flyttade han till Vegalta Sendai.